# Henia attemsii
Henia attemsii är en mångfotingart som beskrevs av Karl Wilhelm Verhoeff 1928. Henia attemsii ingår i släktet Henia och familjen Dignathodontidae.
Artens utbredningsområde är:
- Italien.
- Slovenien.

Inga underarter finns listade i Catalogue of Life.